# Lawson Island
Lawson Island är en ö i Kanada.   Den ligger i ögruppen Button Islands i territoriet Nunavut, i den östra delen av landet, 1 800 km nordost om huvudstaden Ottawa. Arean är 21,9 kvadratkilometer.
Terrängen på Lawson Island är platt. Öns högsta punkt är 244 meter över havet. Den sträcker sig 9,1 kilometer i nord-sydlig riktning, och 6,3 kilometer i öst-västlig riktning.